# 脱脱塔木儿
脱脱塔木儿（？—1439年），明朝哈密国忠义王，蒙古贵族，忠义王脱欢帖木儿的兒子。
1428年，明宣宗以哈密国王卜答失里（忠顺王）年幼，于是封卜答失里的叔父脱欢帖木儿为忠义王，二王并贡。明英宗正统二年（1437年）脱欢帖木儿卒，脱脱塔木儿嗣位。脱脱塔木儿在位到正统四年（1439年）病逝，沒有後裔，忠义王世系斷絕。同年，卜答失里死，其子倒瓦答失里即位忠顺王。